# Southaven
Southaven és una població dels Estats Units a l'estat de Mississipi. Segons el cens del U.S. Census 2007 estimate tenia 44.076 habitants.

## Demografia
Segons el cens del 2000, Southaven tenia 28.977 habitants, 11.007 habitatges, i 8.134 famílies. La densitat de població era de 331,2 habitants per km².
Dels 11.007 habitatges en un 36,8% hi vivien nens de menys de 18 anys, en un 57,1% hi vivien parelles casades, en un 12,4% dones solteres, i en un 26,1% no eren unitats familiars. En el 21,3% dels habitatges hi vivien persones soles el 5,7% de les quals corresponia a persones de 65 anys o més que vivien soles. El nombre mitjà de persones vivint en cada habitatge era de 2,62 i el nombre mitjà de persones que vivien en cada família era de 3,04.
Per edats la població es repartia de la següent manera: un 27,2% tenia menys de 18 anys, un 9% entre 18 i 24, un 32,5% entre 25 i 44, un 22,6% de 45 a 60 i un 8,8% 65 anys o més.
L'edat mediana era de 33 anys. Per cada 100 dones de 18 o més anys hi havia 91,7 homes.
La renda mediana per habitatge era de 46.691$ i la renda mediana per família de 52.333$. Els homes tenien una renda mediana de 36.671$ mentre que les dones 26.557$. La renda per capita de la població era de 20.759$. Entorn del 5,3% de les famílies i el 6,7% de la població estaven per davall del llindar de pobresa.

## Poblacions més properes
El següent diagrama mostra les poblacions més properes.